# Ford Ranger (Amérique du Nord)
Pour les articles homonymes, voir Ford Ranger.
La Ford Ranger est un pick-up tout terrain fabriqué par le constructeur automobile américain Ford à partir de 1983.

## Développement

### Ford Courier (1972-1982)
Article principal: Ford Courier
Pour l'année modèle 1972, le Ford Courier a été présenté en tant que premier pick-up compact vendu par Ford. À la suite de l'essor du segment des pick-ups compacts au cours des années 1960, Ford a conclu un partenariat avec Mazda pour commercialiser le Mazda B1800 en Amérique du Nord; le Courier deviendrait le premier de plusieurs véhicules fabriqués conjointement entre les deux sociétés des années 1970 aux années 2000. En plus de minimiser le risque pour Ford de développer un véhicule dans un segment de marché inconnu, le partenariat a fourni à Mazda des fonds indispensables.
Tout en partageant la cabine et le châssis avec son homologue de Mazda, le Courier a adopté des éléments de conception du Ford F-Series pour augmenter son potentiel de vente en Amérique du Nord, dont les doubles phares ronds, la calandre argentée et le lettrage «FORD» sur le capot au-dessus de la calandre. En 1977, le Courier et le B1800 (plus tard le B2000) ont été redessinés avec une cabine plus grande, une benne de pick-up et un hayon redessinés. Bien qu'en apparence plus proche de son homologue de Mazda, le Courier a reçu des feux de clignotant/de stationnement incrustés dans la calandre (plutôt que dans le pare-chocs); le moteur Ford de 2,3 L optionnel n'était pas disponible sur les pick-ups Mazda.
De 1972 à 1982, le Ford Courier était fabriqué aux côtés du Mazda B-Series à Hiroshima, au Japon. Pour éviter la taxe du poulet de 25 % sur les pick-ups importés, les deux véhicules étaient importés en tant que pick-ups à châssis-cabine (taxés au tarif de 4 %). À la suite de leur importation aux États-Unis, les bennes de pick-ups étaient expédiées séparément depuis le Japon et elles étaient installées avant d'être expédiées aux concessionnaires.

### Project Yuma (1976-1982)
En 1976, Ford a commencé le développement du "Project Yuma" en remplacement du Courier,,. En plus d'être le premier pick-up compact produit au pays, un autre facteur clé du projet de 700 millions de dollars était le respect des normes d'économie de carburant du milieu des années 1980. Lors du lancement du projet en 1976, Ford a prédit que pour que l'entreprise se conforme correctement aux normes CAFE de 1985, près de 50 % des pick-ups vendus aux États-Unis nécessiteraient un moteur 4 cylindres. En 1976, les pick-ups compacts détenaient une part de 5% des ventes de pick-ups, Ford prédisant une expansion jusqu'à 50% d'ici 1985, ce qui équivaut à près d'un million de ventes par an.
Le Project Yuma était centré sur la qualité et l'efficacité énergétique. Au début du projet, Ford a recherché des éléments supplémentaires qui pourraient être appréciés par les acheteurs potentiels de pick-ups compacts. En plus d'une flexibilité pour le travail et l'utilisation personnelle, Ford a constaté que les acheteurs souhaitaient un espace intérieur supplémentaire, notamment des banquettes à trois places, des sièges confortables et un espace pour la tête et les jambes pour un conducteur de six pieds de haut; d'autres détails mineurs ont été découverts tels que des roues à cinq boulons et un cendrier plus grand,.
Lors de la conception, la carrosserie a subi des tests approfondis en soufflerie, pour atteindre un objectif de consommation de carburant de 20 miles par gallons US (à lui seul, le becquet du pare-chocs avant standard ajoutait 1 mile par gallons US); son coefficient de traînée de 0,45 surpassait celui de la Ford Mustang deux portes. Pour encore améliorer l'économie de carburant, le Ranger a augmenté l'utilisation d'acier à haute résistance et d'autres matériaux légers, y compris un carter d'embrayage en magnésium, boîte de transfert en aluminium (pour les modèles quatre roues motrices) et un support de pédale d'embrayage/frein en magnésium. Pour économiser encore plus de poids, la conception de la suspension avant a été optimisée par ordinateur, rendant la barre stabilisatrice avant en option. Bien que plus étroit que le F-Series et d'autres concurrents full-size, la benne du Ranger est capable de transporter une feuille de matériau de quatre pieds de large (considérée comme une unité de mesure de la capacité de la benne dans l'industrie de conception des pick-ups) grâce à l'utilisation d'évidements pour insérer des supports à travers la benne, permettant à un tel matériau d'être placé au-dessus des passages de roues.
La crise du carburant de 1979 a presque condamné le Project Yuma/Ranger, comme cela s'est produit entre le lancement de la Ford LTD de 1979 et du Ford F-Series de 1980. Après avoir vendu près d'un million de pick-ups F-Series en 1978, en 1980, Ford n'avait pas encore tiré profit de la refonte du F-Series. Le président de Ford, Don Petersen, a maintenu en vie le projet de pick-up compact pour plusieurs raisons. En 1980, General Motors développait son propre pick-up compact produit dans le pays, le Chevrolet S-10/GMC S-15 constituant un concurrent potentiel. Peterson a également estimé que, s'il était correctement équipé, les acheteurs paieraient à peu près le même prix pour un pick-up compact que pour un pick-up full-size (comme le F-100).
Vers 1980, le pick-up Project Yuma a pris le nom de Ford Ranger, adoptant le nom de la finition de niveau intermédiaire ou haut de gamme utilisée par les Ford F-Series et Bronco depuis 1965. En prévision de la gamme de pick-ups compacts, 1981 a marqué l'utilisation finale de la finition Ranger pour les F-Series et Bronco (remplacée par XLS pour 1982),.

## Production
Le Ranger était produit à l'usine d'assemblage de Louisville à Louisville, Kentucky, de 1982 à 1999. De 1993 à 2004, la production provenait également de l'usine d'assemblage d'Edison à Edison, New Jersey. Pour toute sa production jusqu'en 2011, le Ranger était produit à l'usine d'assemblage de Twin Cities à St Paul, Minnesota. Le dernier Ranger de 2012, produit le 16 décembre 2011, a mis fin à 86 ans de production à l'usine d'assemblage de Twin Cities ainsi qu'à la production de tous les pick-up compacts aux États-Unis.
En 2008, Ford a fait ses premiers plans pour mettre fin à la production du Ranger en Amérique du Nord; bien que sa productivité élevée l'ait épargné du plan The Way Forward, l'usine d'assemblage de Twin Cities (construite en 1925) était la plus ancienne usine Ford au monde. Ford a ensuite prolongé la date de fermeture de l'usine jusqu'en 2011, mais en juin 2011, une date de fermeture définitive a été annoncée. Comme Twin Cities était le seul site de production du Ranger en Amérique du Nord (depuis 1982), sa fermeture a mis fin à la production du Ranger après 29 années modèles. L'année modèle 2011 était la dernière année modèle pour les ventes au détail, avec une année modèle 2012 raccourcie pour les ventes aux flottes; le dernier Ranger du marché nord-américain (un SuperCab Sport blanc produit pour la société de lutte antiparasitaire Orkin) a été produit le 16 décembre 2011.
Au cours de sa vie de production, le châssis et la suspension du Ranger seraient utilisés pour plusieurs pick-ups et SUV compacts de Ford. Au cours des années 1990 et 2000, Mazda a adopté une version du Ranger, pour la plaque signalétique B-Series (l'inverse du Ford Courier produit par Mazda).
En 2015, dans le cadre des négociations contractuelles avec United Auto Workers, des rapports divulgués sur l'avenir de l'usine d'assemblage du Michigan incluaient la décision potentielle de remplacer la production des Ford Focus et Ford C-Max par une version américaine du Ranger mondial. Parallèlement à la renaissance de la plaque signalétique Ranger, les négociations avec United Auto Workers incluaient également une relance potentielle du SUV Ford Bronco. Au Salon international de l'auto de l'Amérique du Nord 2017, Ford a confirmé le retour du Ranger et du Ford Bronco, le Ford Ranger devenant un véhicule de l'année modèle 2019.

## Première génération (1983-1992)

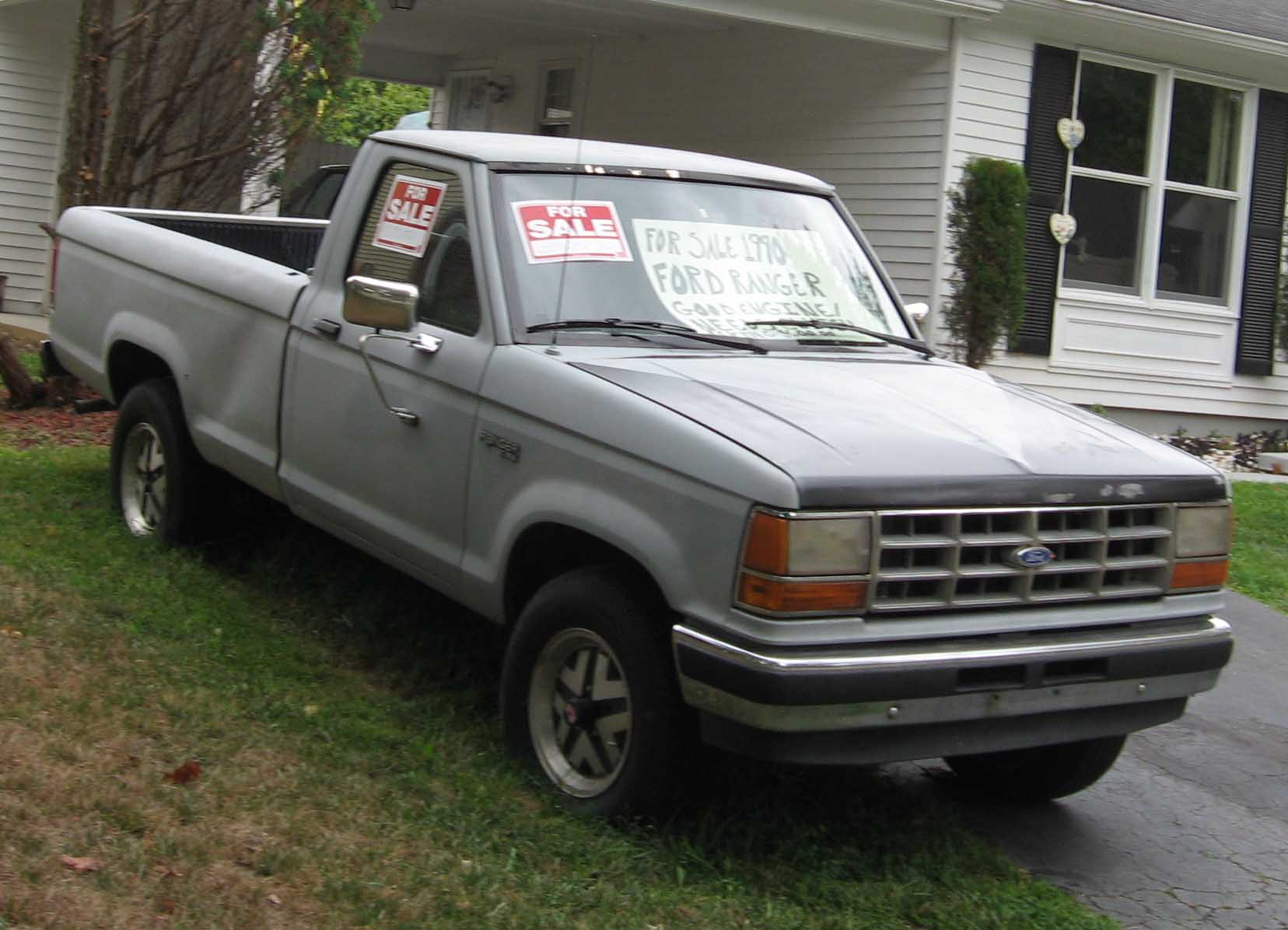
Phase 2

Le premier Ranger est sorti de la chaîne de montage de Louisville le 18 janvier 1982. Bien qu'initialement prévu pour une sortie traditionnelle en automne, Ford a avancé de plusieurs mois le lancement du Ranger de 1983 pour concurrencer plus étroitement l'introduction du Chevrolet S-10, les premiers véhicules atteignant les salles d'exposition en mars 1982.
Initialement vendu aux côtés de son prédécesseur, le Courier, le premier Ranger de 1983 était au prix de 6 203 $ (16 570 $ en 2018). Bien que beaucoup plus petits que le F-Series en taille extérieure, les Ranger 4x4 offraient une charge utile de 1 600 livres, égalant ou dépassant la capacité de charge utile du F-100. En 1984, le SUV Ford Bronco II deux portes a été introduit. De taille similaire au Bronco de 1966-1977, le Bronco II utilisait une version raccourcie du châssis du Ranger, ainsi qu'une grande partie de ses composants intérieurs.
Pour l'année modèle 1989, le Ranger a subi une révision de mi-cycle majeure pour améliorer son aérodynamisme extérieur et son ergonomie intérieure. En 1991, le SUV Ford Explorer était dérivé du Ranger rénové, partageant son carénage avant, son châssis et ses composants intérieurs.

### Spécification du châssis
Le Ranger de première génération utilise une conception de châssis de carrosserie sur châssis; tout en utilisant un châssis spécifiquement développé pour la gamme de modèles, le Ranger adopte de nombreux éléments de conception du châssis du F-Series. En plus de la suspension arrière traditionnelle à ressorts à lames, le Ranger est équipé d'une suspension avant indépendante Twin I-Beam. Pour minimiser le poids non suspendu, la suspension Twin I-Beam était construite en acier estampé à haute résistance (plutôt qu'en acier forgé),.
La propulsion arrière était standard, avec quatre roues motrices à temps partiel en option (jamais offert sur le Courier),. Selon la configuration, le Ranger était produit en trois empattements : 107,9 pouces (benne de 6 pieds), 113,9 pouces (benne de 7 pieds) et 125 pouces (SuperCab, introduit en 1986).
En 1989, les roues arrière avec freins antiblocage sont devenus la norme,.

#### Groupe motopropulseur
De 1983 à 1992, le Ranger de première génération était propulsé par les versions de 2,0 L et 2,3 L du moteur quatre cylindres en ligne "Lima" de Ford, les V6 Cologne de Ford de 2,8 L, 2,9 L et 4,0 L, le V6 Vulcan de Ford de 3,0 L, et les moteurs diesel quatre cylindres provenant de Mazda (Perkins) et Mitsubishi,,. Deux moteurs de longue durée, associés aux pick-ups légers de Ford, ont fait leurs débuts dans le Ranger de première génération; la version à double bougie (avec allumage sans distributeur) du moteur Pinto a été introduite en 1989, restant en service jusqu'en 2001. En 1990, le V6 Cologne de 4,0 L a été introduit; sous une forme modifiée, le moteur a été utilisé jusqu'à l'arrêt du Ranger de l'année modèle 2012 en Amérique du Nord.
Une transmission manuelle à quatre vitesses était standard sur tous les moteurs en 1983 et 1984, avec une transmission manuelle à cinq vitesses en option; une boîte automatique à trois vitesses était proposée sur les moteurs de 2,3 L et 2,8 L. En 1985, la transmission manuelle à cinq vitesses est devenue la transmission standard, avec une transmission automatique à quatre vitesses offerte sur les Ranger non diesel,. En 1989, la transmission M5OD-R1 de Mazda est devenue la transmission standard.
| Spécifications du moteur du Ford Ranger de 1983-1992,               | Spécifications du moteur du Ford Ranger de 1983-1992,                                                    | Spécifications du moteur du Ford Ranger de 1983-1992, | Spécifications du moteur du Ford Ranger de 1983-1992,               |
| Moteur                                                              | Configuration                                                                                            | Production                                            | Sortie                                                              |
| ------------------------------------------------------------------- | --- | ----------------------------------------------------- | ------------------------------------------------------------------- |
| Quatre cylindres en ligne Pinto LL20 de Ford                        | Quatre cylindres en ligne SOHC de 121 pouces cubes (2,0 L)                                               | 1983–1988                                             | 73 ch                                                               |
| Quatre cylindres en ligne Pinto LL23 de Ford                        | Quatre cylindres en ligne SOHC de 140 pouces cubes (2,3 L)                                               | 1983–1984 (1 barril) 1985–1992 (EFI)                  | 1983–1984: 80 ch1984–1988: 90 ch 1989–1992: 100 ch                  |
| V6 Cologne de Ford                                                  | V6 OHV de 170 pouces cubes (2,8 L) V6 OHV de 177 pouces cubes (2,9 L) V6 OHV de 244 pouces cubes (4,0 L) | 1983–1985 (2.8L) 1986–1992 (2.9L) 1990–1992 (4.0L)    | 2.8L: 115 ch 2.9L: 140ch (1986-1990) 145ch (1991-1992) 4.0L: 160 ch |
| V6 Vulcan de Ford                                                   | V6 OHV de 182 pouces cubes (3,0 L)                                                                       | 1991–1992 (traction arrière uniquement)               | 140 ch                                                              |
| Quatre cylindres en ligne S2 diesel de Mazda (moteur Perkins 4.135) | Quatre cylindres en ligne OHV de 135 pouces cubes (2,2 L) IDI à aspiration naturelle                     | 1983–1984                                             | 59 ch                                                               |
| Quatre cylindres en ligne 4D55 diesel de Mazda                      | Quatre cylindres en ligne SOHC de 143 pouces cubes (2,3 L) IDI suralimenté                               | 1985–1986                                             | 86 ch                                                               |

### Conception de la carrosserie
Légèrement plus grand que le Courier, le Ranger de première génération était environ 18 pouces plus court et 11 pouces plus étroit qu'un F-100/F-150 de configuration équivalente. Bien que proportionné de manière similaire au Chevrolet S-10 et aux pick-ups compacts d'origine japonaise, il a adopté des éléments de design extérieur du F-Series, notamment les doubles phares, la calandre chromée, le lettrage sur le hayon, les feux arrière et les proportions de la cabine. Dans la lignée du Courier, le Ranger était proposé avec deux tailles de benne; l'une d'une longueur standard de 6 pieds et l'autre d'une longueur étendue de 7 pieds. En 1986, une troisième configuration a été introduite, avec l'introduction du Ranger SuperCab à cabine allongée. Étiré de 17 pouces derrière les portes avant pour plus d'espace dans la cabine, le SuperCab était proposé avec une benne d'une longueur de 6 pieds; les SuperCab à quatre roues motrices étaient uniquement vendues avec des moteurs V6.
Au cours de sa production, le Ranger de première génération était proposé avec plusieurs configurations de sièges. Une banquette à trois places était standard, avec différents types de sièges baquets proposés (selon le niveau de finition). Dans le cadre de la mise à jour de mi-cycle en 1989, une banquette divisée en 40/60 a été introduite,. Le SuperCab était proposé avec une paire de strapontins orientés vers le centre, augmentant la capacité à cinq places.
De 1983 à 1988, l'intérieur a connu peu de révisions majeures. En 1986, le combiné d'instruments a été révisé, permettant l'installation d'un compte-tours. Pour rationaliser la production, le Ranger partageait ses composants intérieurs avec d'autres véhicules Ford, partageant la colonne de direction, les poignées de porte et les commandes de fenêtre avec les Ford Escort, Ford F-Series et Ford Bronco; presque tout le compartiment conducteur du Ford Bronco II provenait directement du Ranger.
En 1989, le Ranger a subi une refonte de mi-cycle avec de nouvelles ailes avant, un capot et une calandre redessinés et des phares composites encastrés (avec des feux de position plus grands). Pour mieux améliorer l'aérodynamisme, le pare-chocs avant a été redessiné et agrandi pour s'adapter plus étroitement aux ailes avant,. L'intérieur a été repensé, avec de nouveaux panneaux de porte, de nouveaux sièges et un tout nouveau tableau de bord (introduisant une boîte à gants),. Pour améliorer l'ergonomie, le tableau de bord a été repensé avec une meilleure lisibilité, les Ranger à transmission automatique recevant un levier de vitesses monté sur colonne; les versions à transmission manuelle ont vu le retrait de la serrure de la clé sur la colonne de direction.

### Finition
Le Ranger de première génération était commercialisé en cinq niveaux de finition : S, Ranger, XL, XLS et XLT. Destiné en grande partie aux ventes de flottes, le Ranger S (introduit en 1984) était proposé avec pratiquement aucune option disponible. Bien qu'il soit encore en grande partie un pick-up de travail, le Ranger XL offrait des garnitures de couleur assortie, des tapis de sol et des pare-chocs chromés. Le XLS était commercialisé en tant que version la plus sportive du Ranger, offrant des sièges baquets, des garnitures noircies et des ensembles de bandes adhésives (essentiellement le successeur des finitions «Free Wheeling» des années 1970) tandis que le XLT était proposé avec des extérieurs bicolores, des garnitures extérieures chromées et des garnitures intérieures améliorées.
Le Ranger STX a été introduit en 1985 pour les Ranger 4x4 de la côte ouest des États-Unis, devenant entièrement disponible en 1986. Offrant une suspension "sport" et des pneus plus gros, le STX se distingue par l'offre d'un intérieur avec siège baquet et d'un schéma de peinture bicolore spécifique au modèle.
- S inclus : Rembourrage en vinyle, compte-tours (uniquement sur les modèles 4x4), phares halogènes, rétroviseurs noirs escamotables et transmission manuelle.
- Sport ajoute : Direction assistée, compte-tours sur les modèles 4x2 et 4x4, marche sur le pare-chocs arrière, une chaîne stéréo AM avec horloge numérique ou une chaîne stéréo AM/FM avec lecteur cassettes et horloge et jantes en aluminium.
- Custom est pareil que S
- XLT ajoute : Rembourrage en tissu, lunette arrière coulissante, pare-chocs arrière chromé et garniture de roue de luxe.
- STX ajoute : Compte-tours sur les modèles 4x2, console au sol, phares antibrouillard, une chaîne stéréo AM/FM avec horloge et jantes sport en fonte d'aluminium.

#### Ranger GT
Après une première introduction en Californie fin 1986, Ford a commercialisé la finition optionnelle Ranger GT de 1987 à 1989. Commercialisé en tant que «pick-up sport», le Ranger GT n'était proposé que pour les Ranger à cabine ordinaire deux roues motrices. Propulsé par un V6 de 2,9 L de 140 ch (associé à une transmission manuelle à 5 vitesses ou automatique à 4 vitesses), le Ranger GT était équipé de barres anti-roulis avant et arrière, d'un différentiel à glissement limité et de pneus performants. Initialement proposé pour les Ranger à benne courte, la finition Ranger GT est devenue disponible pour les Ranger à benne longue deux roues motrices.
Le Ranger GT était disponible dans des couleurs de peinture rouge, blanche ou bleue; les garnitures chromées étaient peintes couleur carrosserie. En 1988, l'extérieur a été modifié, avec un ensemble d'effets de sol, y compris un pare-chocs avant redessiné de couleur carrosserie, permettant des phares antibrouillard intégrés.
En 1990, le Ranger GT a été abandonné; un prototype unique a été construit en 1989 par le bureau des affaires publiques de Ford Truck, utilisant un V6 d'une Ford Taurus SHO et une transmission à 5 vitesses d'une Mustang GT,.

## Deuxième génération (1993-1997)
Après une production de dix ans, Ford a présenté la deuxième génération du Ranger pour l'année modèle 1993 avec une grande partie de son châssis repris de la génération précédente. Ne partageant aucun panneau de carrosserie avec son prédécesseur, le Ranger redessiné est passé d'un F-Series plus petit à un design plus aérodynamique, ne partageant plus son carénage avant avec le Ford Explorer. Pour la première fois dans le segment des pick-ups compacts, le Ranger proposait une benne de style marchepied avec le Ranger Splash.
Pour l'année modèle 1994, Ford a commencé la production du Ranger pour Mazda, qui a commencé à vendre la gamme de modèles sous le nom de pick-up B-Series (en fait à l'inverse de l'accord de 1972-1982 qui a produit le Ford Courier).
En 1995, le Ranger de deuxième génération a subi une révision de mi-cycle; en 1996, la gamme de modèles est devenue le premier pick-up compact à offrir des doubles airbags.

### Spécification du châssis
Le Ranger de deuxième génération a repris une grande partie de sa conception de châssis à son prédécesseur, avec une suspension arrière à ressorts à lames et une suspension avant indépendante Twin I-Beam. Deux empattements ont été repris de la génération précédente : 107,9 pouces (benne courte), 113,9 pouces (benne longue), avec le SuperCab à cabine allongée de 125,2 pouces (0,2 pouces plus long).
La propulsion arrière est restée de série, avec quatre roues motrices en option; un essieu avant Dana 35 TTB était utilisé. Avec les Ranger quatre roues motrices, une boîte de transfert à changement manuel était standard; la boîte de transfert "Touch Drive" à commande électronique était une option, utilisant des moyeux de roue avant à verrouillage automatique.
En 1995, les freins avant ont été révisés, adoptant les étriers de frein à deux pistons du Ford Explorer; les freins antiblocage aux quatre roues ont été standardisés sur les Ranger quatre roues motrices et/ou avec le V6 de 4,0 L.

#### Groupe motopropulseur
Le moteur standard du Ranger de deuxième génération était à nouveau le 4 cylindres en ligne de 2,3 L (réglé à 98 ch). Le V6 de 2,9 L a été retiré, le Ranger partageant deux moteurs V6 optionnel avec l'Aerostar. Le V6 de 3,0 litres de 140 ch est devenu de série sur les versions STX et les SuperCab 4x4 (réglé à 145 ch en 1995). Le V6 4.0L de 160 ch (également partagé avec l'Explorer) est resté en option.
La transmission manuelle M5OD de Mazda à 5 vitesses est restée la transmission standard pour les trois moteurs. En 1995, la boîte automatique A4LD à 4 vitesses a été remplacée par deux transmissions à commande électronique : la 4R44E plus légère (pour le 4 cylindres en ligne et le V6 de 3,0 L) et la 4R55E plus lourde (pour le V6 de 4,0 L). En 1997, cette dernière a été remplacée par la transmission automatique 5R55E à 5 rapports, marquant la première transmission automatique à 5 rapports d'un constructeur américain,.
| Détails du groupe motopropulseur du Ford Ranger de 1992-1997, | Détails du groupe motopropulseur du Ford Ranger de 1992-1997, | Détails du groupe motopropulseur du Ford Ranger de 1992-1997, | Détails du groupe motopropulseur du Ford Ranger de 1992-1997,       | Détails du groupe motopropulseur du Ford Ranger de 1992-1997,                                                                                              |
| Moteur                                                        | Configuration                                                 | Production                                                    | Sortie                                                              | Transmission |
| ------------------------------------------------------------- | ------------------------------------------------------------- | ------------------------------------------------------------- | ------------------------------------------------------------------- | --- |
| Quatre cylindres en ligne Pinto LL23 de Ford                  | Quatre cylindres en ligne SOHC de 140 pouces cubes (2,3 L)    | 1993-1997                                                     | 1993-1994: 98ch (73 kW) 180 N⋅m 1995-1997: 112ch (84 kW) 183 N⋅m    | Manuelle M5OD-R1 de Mazda à 5 vitesses Automatique A4LD de Ford à 4 vitesses Automatique 4R44E de Ford à 4 vitesses                                        |
| V6 Vulcan de Ford                                             | V6 OHV de 182 pouces cubes (3,0 L)                            | 1993-1997                                                     | 1993-1994: 140ch (104 kW) 217 N⋅m 1995-1997: 145ch (108 kW) 224 N⋅m | Manuelle M5OD-R1 de Mazda à 5 vitesses Automatique A4LD de Ford à 4 vitesses Automatique 4R44E de Ford à 4 vitesses                                        |
| V6 Cologne de Ford                                            | V6 OHV de 244 pouces cubes (4,0 L)                            | 1993-1997                                                     | 160ch (119 kW) 305 N⋅m                                              | Manuelle M5OD-R1 de Mazda à 5 vitesses Automatique A4LD de Ford à 4 vitesses Automatique 4R55E de Ford à 4 vitesses Automatique 5R55E de Ford à 5 vitesses |

### Conception de la carrosserie
Le Ranger de deuxième génération a connu des changements majeurs centrés sur l'extérieur, ne partageant aucun panneau de carrosserie avec son prédécesseur. Dans la lignée de l'Aerostar et de l'Explorer, le Ranger a adopté des contours de carrosserie plus aérodynamiques, avec des vitres de porte affleurantes, une ligne de capot plus basse, portes plus hautes et plus larges (les gouttières extérieures ont été supprimées, dans la lignée de la Ford Taurus); les supports de rétroviseurs ont été supprimés. Contrairement aux autres pick-ups compacts, la cabine a été élargie de près de trois pouces, correspondant à la largeur du Dodge Dakota de taille moyenne.
L'intérieur de la deuxième génération a subi un changement de moindre degré (par rapport à l'extérieur). Alors que les sièges et les panneaux de porte étaient neufs, le tableau de bord était presque celui de 1989-1992,. En 1994, le tableau de bord a vu l'introduction d'un odomètre à six chiffres; les portes ont vu l'ajout de poutres de protection contre les chocs latéraux,. Dans un changement fonctionnel, le Ranger de 1994 a adopté la climatisation R134a Freon (sans CFC).
En 1995, le Ranger a subi une révision de mi-cycle pour l'extérieur et l'intérieur. Se distinguant par une calandre révisée (commune aux Ranger propulsion et 4x4), le Ranger de 1995 partageait son tableau de bord avec l'Explorer de deuxième génération, avec des commandes plus ergonomiques et un autoradio double DIN. Parallèlement à l'introduction d'un airbag côté conducteur en standard, un siège conducteur à commande électrique est devenu une option (pour les Ranger SuperCab). En 1996, un airbag côté passager a été introduit en option; pour permettre l'utilisation d'un siège enfant, un verrouillage à clé était fourni avec l'option airbag.
Comme pour la première génération, le Ranger de deuxième génération était proposé dans trois styles de carrosserie de base : une cabine standard avec des longueurs de benne de 6 ou 7 pieds, ou le SuperCab à cabine allongée (avec benne courte). En 1992, Ford a présenté la première benne FlareSide pour le Ranger avec la finition Splash (voir ci-dessous); en 1996, la benne FlareSide est devenue une option pour tous les Ranger à benne courte. En rupture avec son prédécesseur, les Ranger propulsion et 4x4 étaient équipés de différents modèles de calandre, avec un design à 6 trous pour les modèles à 2 roues motrices; Les modèles 4x4 ont reçu une conception à fente unique. En 1995, tous les Ranger ont adopté une calandre à quatre trous.

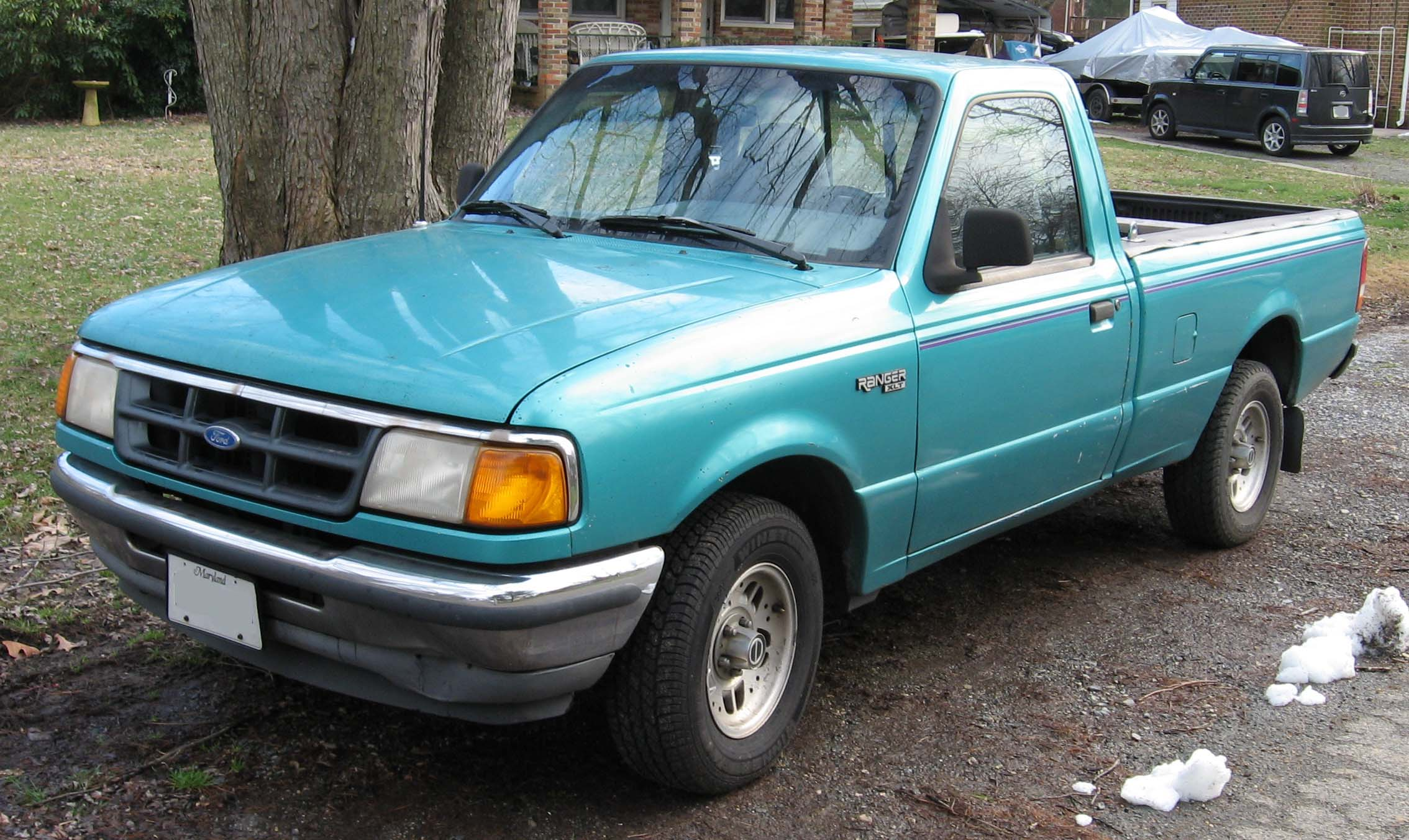
Simple cabine
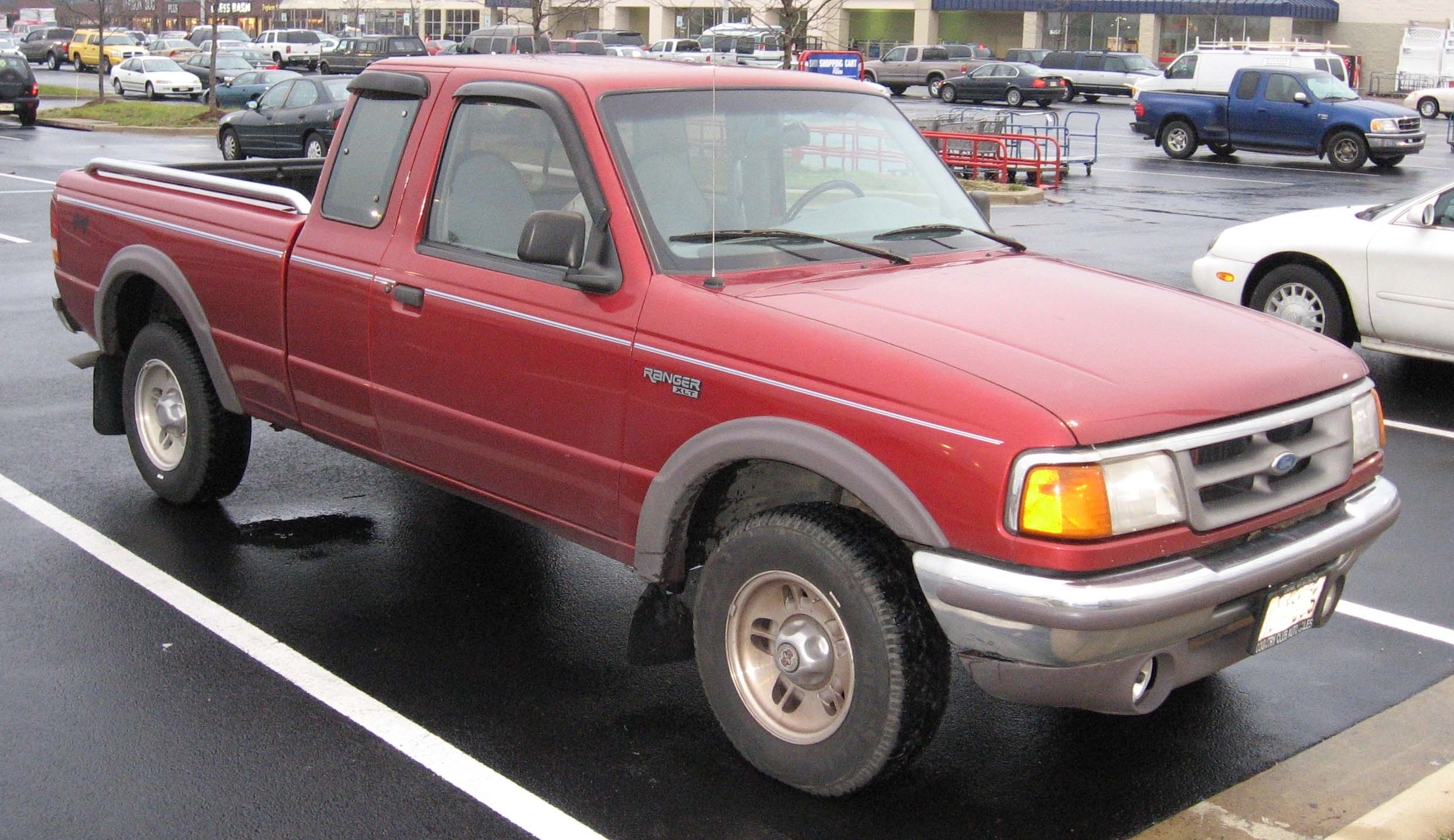
Grande cabine
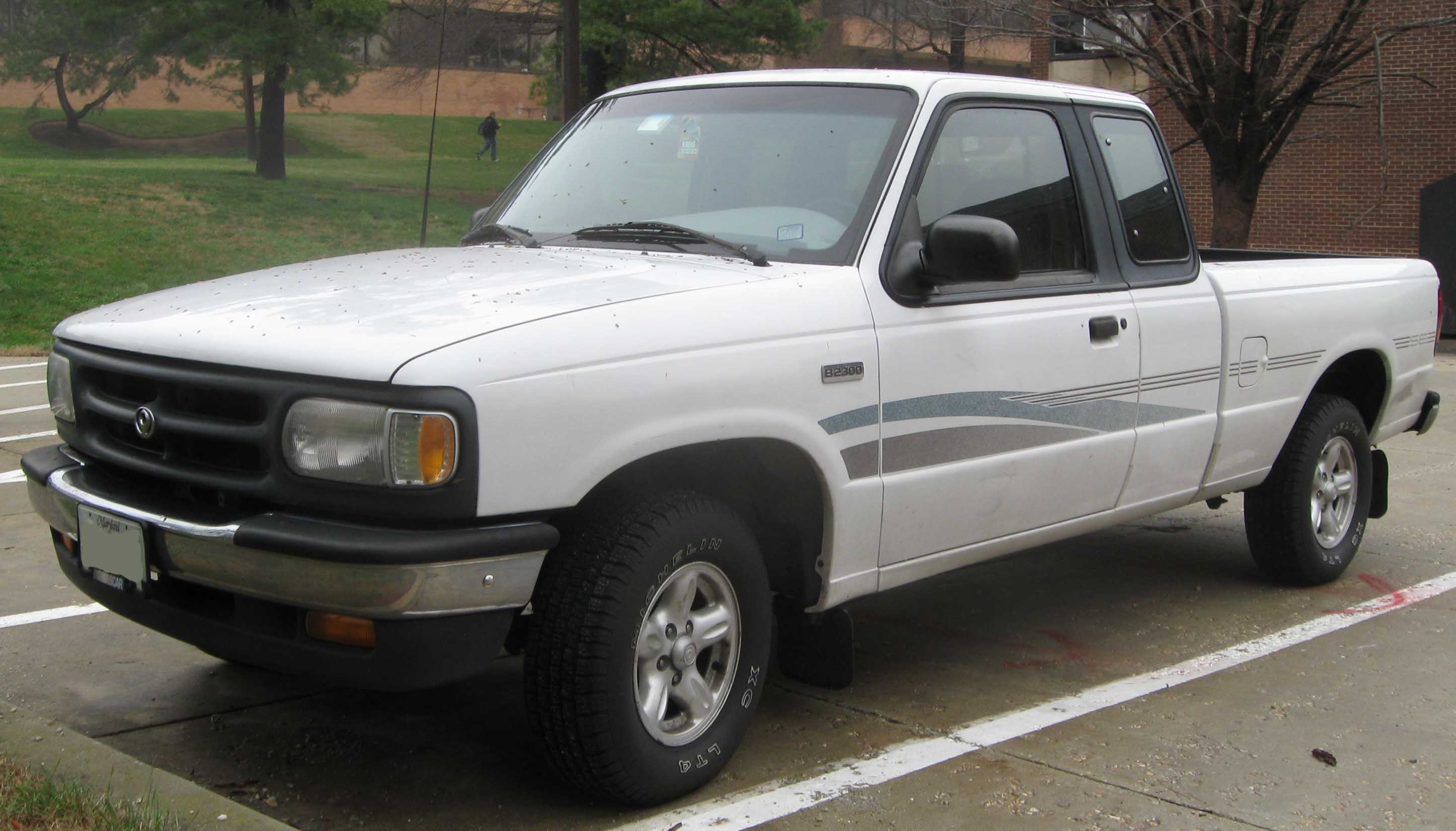
Mazda série B

### Finition
Le Ranger de deuxième génération a largement repris les lignes de finition de son prédécesseur. Le Ranger S de base (destiné en grande partie aux flottes) a été abandonné, le XL devenant la finition standard du Ranger. Aux côtés du XL standard se trouvaient les XL Sport, Splash, XLT et STX. En 1995, la finition STX est devenue exclusive aux Ranger 4x4.
- XL inclus : Rembourrage en vinyle, banquette, verre tinté, compte-tours sur les modèles 4x4 et jantes en acier.
- XL Sport ajoute : Bande de sport.
- XLT ajoute : Console au sol, rembourrage en tissu, une chaîne stéréo AM/FM avec horloge et roues en acier sur toute la face.
- STX ajoute : Rembourrage en tissu, siège du milieu avec console au sol, direction assistée, une chaîne stéréo AM/FM avec lecteur cassettes et horloge et compte-tours

#### Ranger Splash
Introduit pour l'année modèle 1993, le Ranger Splash était une finition du Ranger de deuxième génération. Aux côtés de la benne de pick-up FlareSide, le Splash était équipé d'une suspension abaissée (1 pouce à l'arrière, 2 pouces à l'avant pour les versions 2 roues motrices); toutes les versions étaient équipées de la calandre du Ranger 4x4. L'extérieur monochrome était équipé d'autocollants "Splash" spéciaux en vinyle sur les côtés et le hayon.
Les Splash à propulsion arrière étaient équipés de roues en acier chromé tandis que les versions 4x4 étaient équipées de roues en aluminium.

## Troisième génération (1998-2012)
Pour l'année modèle 1998, une troisième génération du Ranger a fait ses débuts. Bien que visuellement similaire à la génération précédente, d'importantes améliorations ont été apportées au châssis, à la suspension et à la transmission. Dans la lignée des plus gros pick-ups F-150 et Super Duty, les Ranger SuperCab ont gagné deux portes arrière à charnières en 1999, devenant ainsi la première gamme de modèles du segment des pick-ups compacts à en avoir.
Plusieurs variantes du Ranger sont dérivées de cette génération. En 1998, Ford Argentine a introduit une variante du Ranger à double cabine pour l'Amérique du Sud; le Ford Ranger EV a été le premier véhicule électrique produit par Ford aux États-Unis. Le pick-up intermédiaire Ford Explorer Sport Trac partageait son empattement (et certains composants) avec le Ranger.
L'année modèle 2011 était la dernière année modèle pour les ventes du Ranger en Amérique du Nord; après une courte production de 2012 exclusivement pour les ventes aux flottes, le véhicule final a été produit dans l'usine d'assemblage de Twin Cities le 15 décembre 2011; un Ranger Sport SuperCab 4x4 de 2012 a été le dernier véhicule produit par l'installation.

### Spécification du châssis
Le Ranger de troisième génération a reçu un cadre redessiné; remplaçant sur toute la longueur la construction de canal en forme de C, les longerons du cadre devant le pare-feu sont devenus entièrement encadrés. Coïncidant avec la plus grande cabine à deux portes, les empattements ont été allongés, la gamme de modèles étant proposée en 111,6 pouces (deux portes, benne de 6 pieds), 117,6 pouces (deux portes, benne de 7 pieds) et 125,9 pouces (SuperCab 2+2 portes, benne de 6 pieds).
Comme sur les deux générations précédentes, la configuration à propulsion arrière était standard; sur les modèles quatre roues motrices, les moyeux des roues avant étaient verrouillés sous vide depuis le tableau de bord. À partir de 2001, les moyeux avant à dépression ont été remplacés par des moyeux avant qui étaient en permanence engagés sur l'essieu avant,.
Après le Ford Explorer de 1995 et le Ford F-150 de 1997, le Ranger de troisième génération a abandonné la suspension avant Twin I-Beam de longue durée, introduisant une configuration à bras court/long (BCL). Pour mieux améliorer la maniabilité, la direction à recirculation de billes a été remplacée par une configuration de direction à crémaillère et pignon.

#### Groupe motopropulseur
De 1998 à 2001, le moteur standard du Ranger était une nouvelle version de 2,5 L du quatre cylindres Lima, avec une course augmentée de 7 mm (0,28 po) par rapport à l'unité de 2,3 L précédente. De plus, une culasse à débit plus élevé utilisant des tiges de soupape plus étroites de 7 mm (0,28 in) a été installée et huit contrepoids de manivelle ont été utilisés au lieu de quatre. Avec la plus grande cylindrée et d'autres changements, il produisait désormais 117 ch (87 kW). Les V6 Vulcan de 3,0 L et V6 Cologne de 4,0 L optionnels ont été repris. Au cours de l'année modèle 2001, le moteur de 2,5 L a été remplacé par un moteur DOHC de 2,3 L (utilisé plus tard par la Ford Focus). La même année, le Ranger a adopté la version à arbre à cames en tête du V6 de 4,0 L (initialement introduit dans l'Explorer). Après l'année modèle 2008, le V6 de 3,0 L a mis fin à la production, le Ranger ayant été le seul véhicule proposé avec ce moteur à l'époque.
Pour les cinq moteurs, le Ranger de troisième génération était proposé avec, en équipement standard, une transmission manuelle à 5 vitesses produite par Mazda; en 2001, le V6 de 4,0 L a été associé à la version M5OD-R1HD plus résistante. Le quatre cylindres en ligne de 2.5 L et le V6 de 3,0 L étaient proposés avec, en option, une boîte automatique à 4 vitesses; en 2001, une boîte automatique à 5 vitesses est devenue une option pour ces moteurs.
| Détails du groupe motopropulseur du Ranger de 1998-2012,          | Détails du groupe motopropulseur du Ranger de 1998-2012,                 | Détails du groupe motopropulseur du Ranger de 1998-2012, | Détails du groupe motopropulseur du Ranger de 1998-2012, | Détails du groupe motopropulseur du Ranger de 1998-2012,                                                                                     |
| Moteur                                                            | Configuration                                                            | Production                                               | Sortie | Transmission |
| ----------------------------------------------------------------- | ------------------------------------------------------------------------ | -------------------------------------------------------- | --- | --- |
| Quatre cylindres en ligne Pinto LL25 de Ford                      | Quatre cylindres en ligne SOHC de 153 pouces cubes (2,5 L)               | Début 1998-2001                                          | 1998-1999: 117ch (87 kW) 202 N⋅m 2000-2001: 119ch (89 kW) 198 N⋅m                                                                                                   | Manuelle M5OD-R1 de Mazda à 5 vitesses Automatique 4R44E de Ford à 4 vitesses                                                                |
| Quatre cylindres en ligne Duratec de Ford (Moteur L3-NS de Mazda) | Quatre cylindres en ligne DOHC de 138 pouces cubes (2,3 L) à 16 soupapes | Fin 2001-2012                                            | 1998-1999: 135ch (101 kW) 207 N⋅m 2000-2001: 143ch (107 kW) 209 N⋅m                                                                                                 | Manuelle M5OD-R1 de Mazda à 5 vitesses Automatique 5R55E de Ford à 5 vitesses                                                                |
| V6 Vulcan de Ford                                                 | V6 OHV de 182 pouces cubes (3,0 L)                                       | 1998-2008                                                | 1998-1999: 145ch (108 kW) 241 N⋅m 2000-2001:150ch (112 kW) 258 N⋅m 2002: 146ch (109 kW) 244 N⋅m 2003-2004: 154ch (115 kW) 244 N⋅m 2005-2008: 148ch (110 kW) 244 N⋅m | Manuelle M5OD-R1 de Mazda à 5 vitesses Automatique 4R55E de Ford à 4 vitesses (1998-2000) Automatique 5R55E de Ford à 5 vitesses (2001-2008) |
| V6 Cologne de Ford                                                | V6 OHV de 245 pouces cubes (4,0 L)                                       | 1998-2000                                                | 160ch (119 kW) 305 N⋅m | Manuelle M5OD-R1 de Mazda à 5 vitesses Automatique 5R55E de Ford à 5 vitesses                                                                |
| V6 Cologne SOHC de Ford                                           | V6 SOHC de 245 pouces cubes (4,0 L)                                      | 2001-2012                                                | 207ch (154 kW) 323 N⋅m | Manuelle M5OD-R1HD de Mazda à 5 vitesses Automatique 5R55E de Ford à 5 vitesses                                                              |

### Conception de la carrosserie
Contrairement à sa refonte de 1993, le Ranger de troisième génération a subi des modifications d'apparence relativement conservatrices. Pour augmenter l'espace intérieur dans les Ranger à cabine standard, la cabine a été agrandie de plus de 3 pouces vers l'arrière (grâce à un empattement plus long). Grâce à la suppression de la suspension Twin I-Beam, les concepteurs ont pu abaisser la ligne du capot, qui a été introduit avec de nouvelles ailes et une nouvelle calandre (partageant des influences de conception du F-150 de 1997). À l'exception d'un commutateur de verrouillage pour l'airbag passager, l'intérieur a peu changé depuis sa refonte de 1995.
Le Ranger de troisième génération a connu plusieurs mises à jour tout au long de sa production. En 2001, le carénage avant a été redessiné avec une nouvelle calandre et des nouveaux phares; les clignotants ambres ont été supprimés des feux arrière. En 2004, la calandre a été agrandie (dans le style de celle du F-150); pour la première fois depuis 1995, l'intérieur a subi plusieurs révisions, avec de nouveaux sièges avant (pour répondre aux exigences de sécurité fédérales mises à jour), un nouveau tableau de bord et un nouveau volant. 2005 a marqué la dernière année pour l'option de benne FlareSide.
En 2006, le Ranger a reçu sa dernière mise à jour (car la gamme de modèles devait être abandonnée en 2008). La calandre a été redessinée dans une configuration "à 3 fentes" (en ligne avec le F-Series), ajoutant des phares à lentille claire et des feux de stationnement; les rétroviseurs latéraux ont été remplacés par un design rectangulaire. L'arrière du Ranger a subi plusieurs modifications, avec des feux arrière plus grands et le logo Ovale Bleu de Ford centré sur le hayon. Pour la première fois depuis 1989, le badge Ranger du garde-boue a été redessiné (avec un design plus large).
Pour l'année modèle 2010, Ford a introduit des ensembles graphiques optionnel pour le Ranger, installés par les concessionnaires. La benne allongée a été retirée de la vente au détail, devenant exclusive au modèle XL pour les flottes.

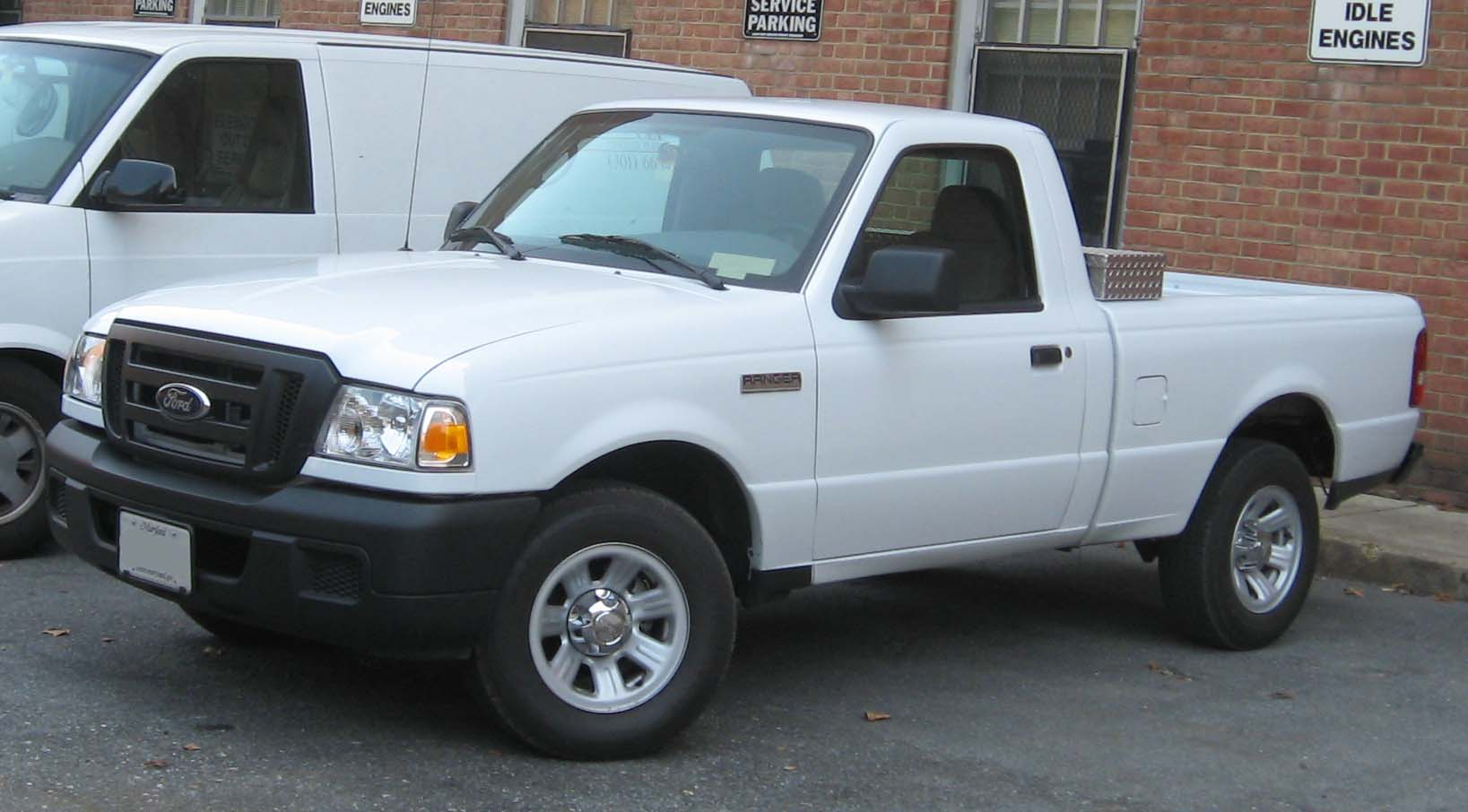
Simple cabine
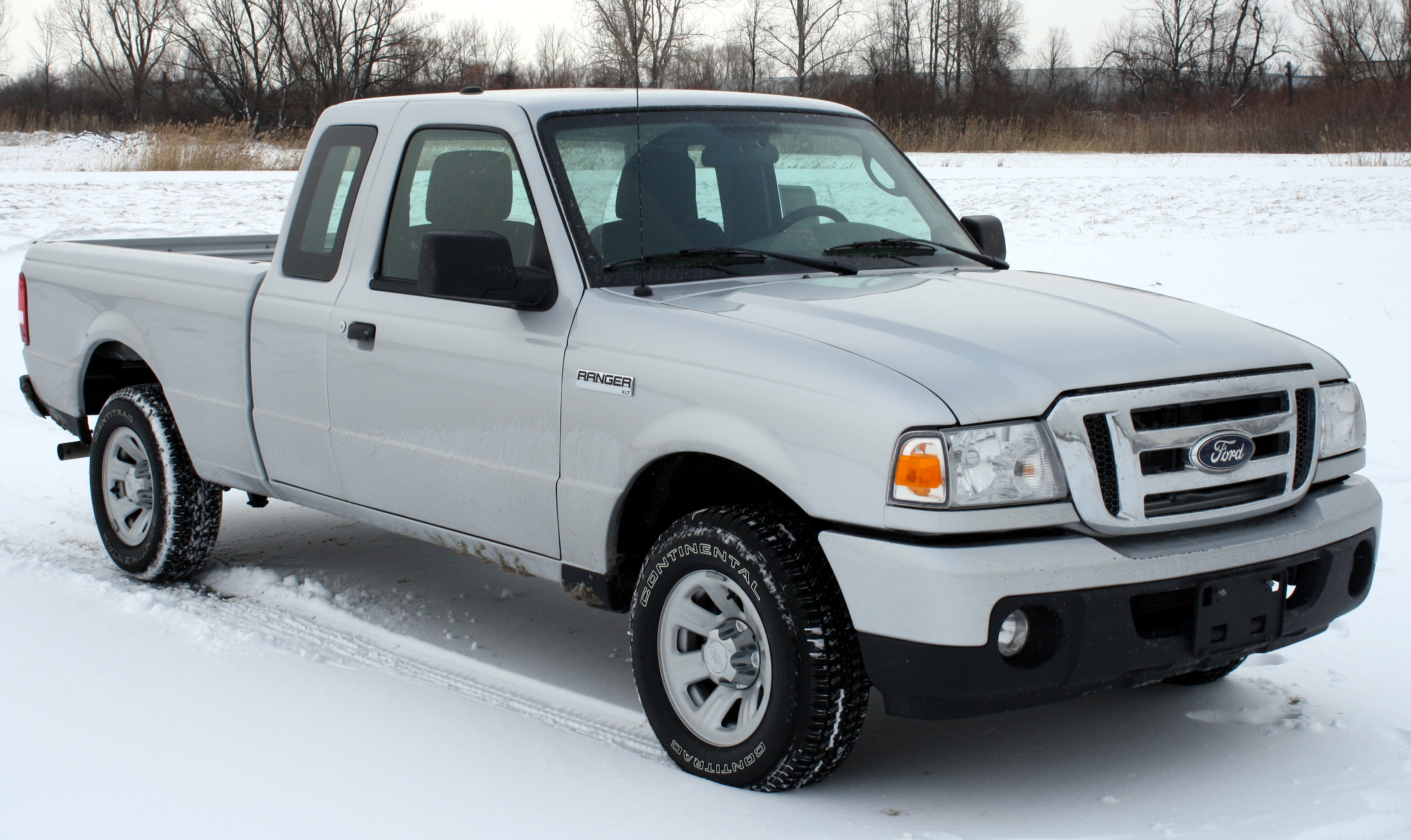
Grande cabine
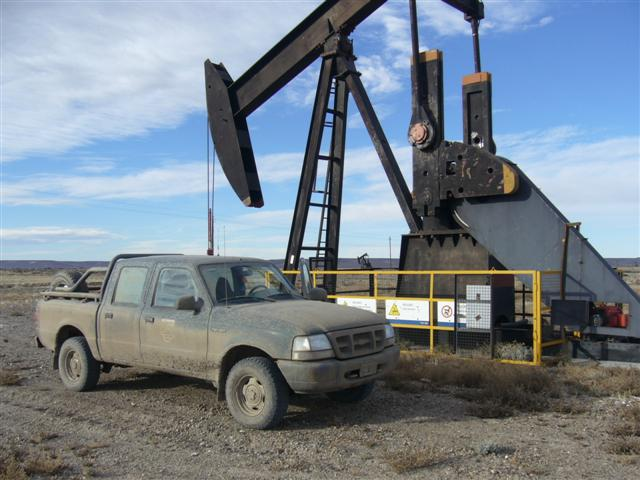
Double cabine
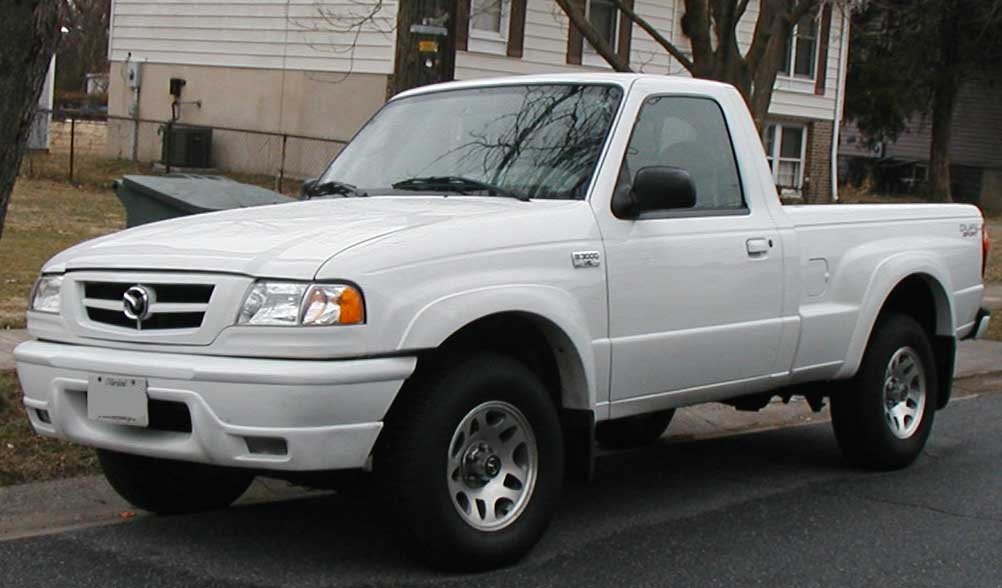
Mazda série B

### Finition
A son lancement, le Ranger de troisième génération était commercialisé avec les finitions XL et XLT; le niveau de finition STX de longue date a été abandonné et la finition Splash a été abandonnée après 1998. Pour une différenciation plus poussée entre le XL et le XLT, Ford a introduit, en 1999, les variantes Sport et Off-Road pour chaque finition (en remplaçant effectivement le Splash et le STX, respectivement); un modèle XL Fleet à faible contenu a également été proposé.
En 2001, le Ranger Edge a été introduit, suivi du FX4 et du Tremor en 2002. En 2005, le Ranger Tremor a été supprimé avec le retour du STX; le Ranger Edge est effectivement devenu le Ranger Sport en 2006.
Plusieurs ajustements ont été apportés aux versions du Ranger à la fin des années 2000. Après 2007, le STX a été abandonné, 2009 servant de dernière année pour le FX4 (produit jusqu'en 2010 pour le Canada). À partir de 2010, les XL, XLT et Sport étaient proposés ; les deux derniers incluaient la radio Sirius en option.

#### Ranger Edge (2001-2005)
En 2000, Ford a introduit l'option XL Trailhead, offrant la suspension et la hauteur de caisse plus élevée d'un Ranger 4x4 sur un véhicule à propulsion arrière,. En 2001, l'option est devenue le niveau de finition Edge pour le Ranger; intercalé entre le XL et le XLT. Se distinguant par un extérieur monochrome, l'Edge a également servi de successeur à la finition Splash des années 1990. Pour élargir l'offre de finition, Ford a introduit l'Edge Plus (combinant plusieurs fonctionnalités du XLT avec l'Edge), ainsi qu'une variante 4x4 avec le V6 de 4,0 L (car l'Edge était déjà produit avec la suspension avant et les pneus du modèle 4x4 ).
Après l'année modèle 2005, le Ranger Edge a été reconditionné sous le nom de Ranger Sport (car Ford a déplacé la plaque signalétique Edge vers un crossover de taille moyenne); le Sport serait produit jusqu'à l'année modèle 2012.

#### Ranger FX4 (2002-2009)
De 2002 à 2009. le Ranger FX4 était proposé en tant que produit phare de la gamme de modèles Ranger, produit avec des composants tout-terrain robustes.
Présenté en 2002 sous le nom de Ranger FX4, la finition tout-terrain optionnelle venait de série avec le V6 de 4,0 L, y compris une boîte de transfert manuelle, pneus tout-terrain de 31 pouces sur roues Alcoa de 15 pouces, un essieu arrière Ford de 8.8" avec différentiel à glissement limité et trois plaques de protection. L'intérieur était doté de sièges baquets bicolores (les sièges en cuir devenant facultatifs en 2006) avec des tapis de sol en caoutchouc robustes.
En 2003, la gamme de modèles FX4 a été élargie, alors que Ford a présenté le Ranger FX4 Off-Road; le précédent FX4 est devenu le FX4 Level II. Conçu en tant que version à moindre coût, le FX4 Off Road n'a pas l'essieu arrière Torsen à glissement limité, amortisseurs Bilstein ou roues Alcoa sur pneus de 31 pouces; à la place, le FX4 Off-Road utilise des composants standard de Ford. Pour distinguer les deux gammes de modèles, le FX4 Off-Road a reçu une calandre et un pare-chocs avant chromés (en 2006, le Off-Road a reçu une calandre couleur carrosserie). Alors que le Level II n'a jamais été vendu avec une option de benne FlareSide, la configuration était proposée sur le Off-Road en 2003 et 2004.
En 2008, Ford a consolidé les deux gammes de modèles FX4, en retirant le Level II. Tout en conservant le nom FX4 Off-Road, la nouvelle gamme de modèles a adopté un certain nombre de caractéristiques du Level II, y compris trois plaques de protection, un différentiel Torsen (en option), amortisseurs lourds (unités Rancho remplaçant les Bilstein) et sièges baquets bicolores avec revêtement de sol en caoutchouc robuste. Après l'année modèle 2009, le FX4 a été abandonné aux États-Unis (2010 pour le Canada).
Selon Ford, 17 971 Level II ont été construits de 2002 à 2007 (y compris le FX4 de 2002); 45 172 FX4 Off Road ont été construits de 2003 à 2009[réf. nécessaire].

#### Ranger Tremor (2002-2004)
Pour l'année modèle 2002, le Ranger Tremor a été présenté en tant que finition optionnelle,. Conformément au Ranger Splash des années 1990, le Tremor était en grande partie une finition optionnelle d'apparence, son contenu étant centré sur un système audio haut de gamme). Incluant un système stéréo à 4 haut-parleurs de 485 watts, le Tremor comprend un lecteur cassette/CD, instrumentations à jauge blanche, extérieur monochrome, badge et roues de 16 pouces.
En 2003, le Tremor est devenu un niveau de finition autonome, jusqu'en 2004.

### Sécurité
Le Ranger a été le premier petit pick-up à introduire des doubles airbags comme dispositifs de sécurité. Il a reçu une cote «Acceptable» aux tests de collision frontale de l'Insurance Institute for Highway Safety lors de ses premiers tests en 1998, tandis que bon nombre de ses concurrents ont reçu des cotes «Marginale» ou «Mauvais» à cette époque. L'exception était le Toyota Tacoma, qui a également obtenu une cote "Acceptable",.
L'année modèle 2010 a apporté l'ajout de coussins gonflables combinés pour la tête et le torse dans les sièges avant pour améliorer la sécurité des passagers en cas de collision latérale et il a obtenu une note «Bien» lors du test d'impact latéral de l'Insurance Institute for Highway Safety. De plus, le contrôle électronique de la stabilité a été ajouté en équipement standard pour les modèles de 2010.
Dans le test de résistance du toit mené par l'Insurance Institute for Highway Safety, le Ranger de 2010 a obtenu la cote Acceptable.

### Marché américain
Le Ranger est commercialisée pour la première fois aux États-Unis à partir de janvier 2019. De retour après une interruption de huit ans - la production de 2012 n'a pas été commercialisée pour la vente au détail - le Ranger est devenu le premier modèle de la gamme de modèles produits en tant que pick-up de taille moyenne. Développé à partir du Ranger T6 conçu par Ford Australie, le Ranger a subi plusieurs modifications de conception sur son cadre et ses pare-chocs.
En plus de son changement de segment de taille, celui-ci marque plusieurs premières pour le Ranger d'Amérique du Nord. La configuration de cabine standard à deux portes n'est plus produite; tous les exemplaires sont des SuperCab ou des SuperCrew. Alors que Ford Argentine produisait des Ranger double cabine dans les années 1990 et 2000, il s'agit du premier Ranger proposé avec quatre grandes portes aux États-Unis et au Canada (succédant effectivement au Ford Explorer Sport Trac). Pour la première fois, aucun moteur V6 ni aucune transmission manuelle n'est proposé; un 4 cylindres en ligne turbocompressé de 2,3 L et une boîte automatique à 10 vitesses sont la seule offre de groupe motopropulseur (depuis la production de 2020). Il est produit par Ford dans son usine d'assemblage du Michigan à Wayne, Michigan.

## Variantes

### Ford Ranger EV (1998-2002)
Premier véhicule électrique à batterie produit par Ford en Amérique du Nord, le Ford Ranger EV a été produit de 1998 à 2002. Équipées à l'origine de batteries plomb-acide, des batteries nickel-hydrure métallique (NiHM) ont été introduites pour 1999. Tout en utilisant le cadre du Ranger 4x4, le Ranger EV avait une propulsion arrière avec une transmission montée à l'arrière. C'est également la seule Ford de fabrication américaine à propulsion arrière équipée d'une suspension arrière de Dion. Extérieurement, le Ranger EV se distingue principalement d'un Ranger standard par sa calandre; le Ranger EV a un port de charge monté sur la calandre sur le tiers droit de sa calandre.
Au cours de sa production, 1 500 Ranger EV ont été produits; comme pour la plupart des véhicules électriques des années 1990, il était exclusivement proposé en location. Alors que la plupart des Ranger EV loués aux flottes ont été rendus à Ford après la fin du bail et démontés, certains Ranger EV loués à des particuliers ont été rachetés et restent en usage.

### Mazda B-Series/Mazda Truck (1994-2010)
En 1994, Mazda Amérique du Nord a mis fin aux importations de B-Series en provenance du Japon, concluant un accord avec Ford pour commercialiser aux États-Unis et au Canada une version rebadgée du Ranger en tant que B-Series. Pour Mazda, dont le B-Series de 1986 à 1993 avait connu des difficultés en Amérique du Nord, le nouveau B-Series était une variante de l'un des pick-ups compacts les plus vendus. De plus, la vente d'un pick-up produit aux États-Unis a permis à Mazda de contourner entièrement la «taxe sur le poulet» de 25 %.
Le Mazda B-Series a adopté les deux configurations de cabine des Rangers; toutes les unités ont été produites avec des bennes Styleside (révisés dans la conception pour la gamme Mazda). Mécaniquement identique au Ranger, le B-Series était proposé avec les mêmes moteurs et transmissions; les versions deux roues motrices et 4x4 étaient proposées. Conformément aux précédents pick-ups de Mazda, le badge était lié à la cylindrée du moteur, le B2300 étant vendu avec le quatre cylindres en ligne de 2,3 L et les B3000 et B4000 recevant respectivement les V6 de 3,0 L et 4,0 L.
Pour distinguer le Mazda du Ranger, les stylistes ont donné au B-Series son propre carénage avant, sa propre benne de pick-up et ses propres conceptions de roues; la cabine allongée (Cab Plus) a reçu des garnitures de fenêtre chromées et des montants B noircis. À son lancement, le B-Series était proposé dans les lignes de finition SE et LE (équivalents aux Ranger XL et XLT). En 1997, les niveaux de finition ont été révisés, devenant SE-5 et SE-5+; en 1998, les SX et SE étaient offerts, restant pendant le reste du cycle de production.
Comme les deux gammes de modèles étaient presque identiques, le B-Series produit par Ford a suivi de près le développement du Ranger pour la carrosserie et le châssis. En 1997, Mazda a abandonné le B3000 (séparément de Ford), le ramenant en 1998. En 1998, le B-Series a subi les mêmes améliorations de carrosserie et de châssis que le Ranger. En plus d'une refonte du carénage avant, le Mazda a reçu une toute nouvelle benne de pick-up (avec des ailes / marches résiduelles); dans un changement mécanique, le moteur standard élargi a créé le B2500. En tant que changement au cours de l'année modèle, les modèles Cab Plus (SuperCab) ont reçu deux portes arrière à charnières, une première dans le segment des pick-ups,. En 2001, un tout nouveau moteur standard a remplacé le B2500, marquant le retour du B2300; le B4000 a reçu un moteur à cames en tête.
En 2002, Mazda a rebaptisé la gamme de modèles, relançant le B-Series d'Amérique du Nord sous le nom de Mazda Truck,. Alors que le nom Truck était tout nouveau, tous les insignes d'aile du B-Series indiquant la taille du moteur sont restés. Séparé du Ranger, le Mazda Truck a reçu ce qui serait sa dernière mise à jour extérieure; sur un carénage avant redessiné, l'insigne Mazda était centré dans la calandre. Après 2007, le B3000 a été abandonné (Ford a mis fin à la production du V6 Vulcan de 3.0L en un an). Alors que Mazda Amérique du Nord commençait à s'éloigner des ventes de pick-ups, le Mazda Truck a été retiré des États-Unis après l'année modèle 2009; les restes de production ont été vendus au Canada en 2010.
Le dernier Mazda Truck a été produit par l'usine d'assemblage de Twin Cities le 11 décembre 2009, mettant fin à 37 ans de ventes de pick-ups par Mazda Amérique du Nord.

### Fabrication sud-américaine (1996-2011)
En 1995, Ford a commencé à exporter le Ranger depuis les États-Unis vers l'Argentine; les premières exportations ont commencé avec un SuperCab deux portes équipé du moteur essence V6 Cologne de 4,0 litres. Alors que la demande augmentait, Ford a pris la décision de le produire localement à Buenos Aires, en Argentine, dans l'usine d'assemblage de Ford General Pacheco pour le marché local et, par la suite, pour le reste de l'Amérique latine.
Les premiers Ranger produits par General Pacheco ont été construits en 1996, Ford proposant des versions à simple cabine avec moteurs essence. En novembre 1997, l'offre a augmenté avec des moteurs diesel ou essence, deux roues motrices ou quatre roues motrices et différents niveaux d'équipement. Après deux ans de production locale, Ford Argentine a présenté une version redessinée du Ranger en 1998. Présentant les mêmes mises à jour que son homologue des États-Unis, une nouvelle variante de carrosserie double cabine quatre portes, exclusive à l'Amérique du Sud, a fait ses débuts. À l'époque, comme Ford développait le Ford Explorer Sport Trac fonctionnellement similaire, le Ford Ranger double cabine n'a pas été produit ou commercialisé aux États-Unis ou au Canada.
À partir de 1998, Ford a progressivement commencé à éliminer le nom de Ford Courier sur ses pick-ups compacts produits par Mazda et vendus dans le monde entier en faveur de la plaque signalétique Ranger (bien que le nom Courier soit resté utilisé en Australie). Par conséquent, les exportations du Ranger produit en Amérique du Nord étaient principalement limitées à l'Amérique du Sud, y compris l'Argentine, le Brésil et le Chili. Pour mieux répondre aux besoins des acheteurs locaux, Ford Argentine proposait trois options de groupe motopropulseur turbodiesel différentes, y compris un diesel quatre cylindres turbocompressé de 2,5 litres avec 115 ch (85 kW) à partir de 1998, un moteur de 2,8 litres avec 135 ch (99 kW) à partir de 2002 et un moteur de 3,0 litres avec 163 ch (122 kW) et 380 N⋅m de couple couplé à une transmission manuelle Eaton FSO-2405-A à cinq vitesses à partir de 2004.
Le lifting extérieur de 2001 donné aux Ranger nord-américains n'a pas été reporté sur les versions sud-américaines, le carénage avant de 1998 restant jusqu'à l'année modèle 2003. En 2004, les deux versions ont reçu la même calandre (bien que les versions produites en Argentine aient été conçues avec des phares de style projecteur). À la suite d'une mise à niveau de 156,5 millions de dollars à l'usine General Pacheco en 2007, plusieurs améliorations ont été apportées au Ranger sud américain; un certain nombre d'entre eux divergeraient du modèle américain homologue. En 2008, le Ranger a reçu une cure de jouvence avec une calandre et des phares similaires à ceux de la version nord-américaine de 2006; les rallonges de benne sont devenues disponibles pour toutes les bennes.
En 2010, Ford Argentine a donné au Ranger son plus grand lifting depuis 1992. Exclusif à l'Amérique du Sud, la mise à jour a remplacé le capot, les ailes avant et le pare-chocs par un design plus agressif; pour permettre une position plus agressive, de grands passages de roue ont été inclus. Pour la première fois, le Ranger a adopté la calandre à trois barres de l'entreprise Ford; les poignées de porte ont été redessinées, passant à une conception de style boucle. L'intérieur était en grande partie inchangé, tout comme les offres de groupe motopropulseur. Une nouvelle option (pour l'Argentine et le Brésil) comprenait un moteur alimenté au gaz naturel comprimé, ce qui en fait le premier pick-up à proposer un véhicule au gaz naturel (VGN) fabriqué d'usine et disponible dans le commerce dans ces pays,.
En 2012, Ford Argentine a remplacé le Ranger dérivé du modèle des États-Unis par le plus grand Ranger T6. Conçu par Ford Australie, le Ranger T6 regroupait les versions Ford et Mazda du Ranger sur une seule plate-forme vendue dans le monde, introduite en Amérique du Nord en 2019.

#### Empattements et longueurs de benne du Ford Ranger (Argentine)
- SingleCab de 1998-2012 : 111,5 pouces (2 831 mm), benne de 6 pieds (1 732 mm)
- SingleCab de 1998-2012 : 117,6 pouces (2 987 mm), benne de 7 pieds (2 129 mm)
- DoubleCab de 1998-2012 : 125,7 pouces (3 192 mm), benne de 5 pieds (1 467 mm)

#### Moteurs
| Moteur                                                 | Années           | Puissance      | Couple  |
| ------------------------------------------------------ | ---------------- | -------------- | ------- |
| Quatre cylindres en ligne Duratec HE essence de 2,3 L  | 2004–aujourd'hui | 148ch (110 kW) | 216 N⋅m |
| Quatre cylindres en ligne Power Stroke diesel de 3,0 L | 2004–aujourd'hui | 163ch (122 kW) | 380 N⋅m |

## Ventes
| Ventes de Ford Ranger (1985-2012, 2019-) | Ventes de Ford Ranger (1985-2012, 2019-) |
| Année civile                             | Ventes aux États-Unis                    |
| ---------------------------------------- | ---------------------------------------- |
| 1985                                     | 247,042                                  |
| 1986                                     | 269,490                                  |
| 1987                                     | 305,295                                  |
| 1988                                     | 298,579                                  |
| 1989                                     | 184,125                                  |
| 1990                                     | 280,610                                  |
| 1991                                     | 233,503                                  |
| 1992                                     | 247,777                                  |
| 1993                                     | 340,184                                  |
| 1994                                     | 344,744                                  |
| 1995                                     | 309,085                                  |
| 1996                                     | 288,393                                  |
| 1997                                     | 298,796                                  |
| 1998                                     | 328,136                                  |
| 1999                                     | 348,358                                  |
| 2000                                     | 330,125                                  |
| 2001                                     | 272,460                                  |
| 2002                                     | 226,094                                  |
| 2003                                     | 209,117                                  |
| 2004                                     | 156,322                                  |
| 2005                                     | 120,958                                  |
| 2006                                     | 92,420                                   |
| 2007                                     | 72,711                                   |
| 2008                                     | 65,872                                   |
| 2009                                     | 55,600                                   |
| 2010                                     | 55,364                                   |
| 2011                                     | 70,832                                   |
| 2012                                     | 19,366                                   |
| 2019                                     | 89,571                                   |
| 2020                                     | 101,486                                  |